# Baltasar Marradas

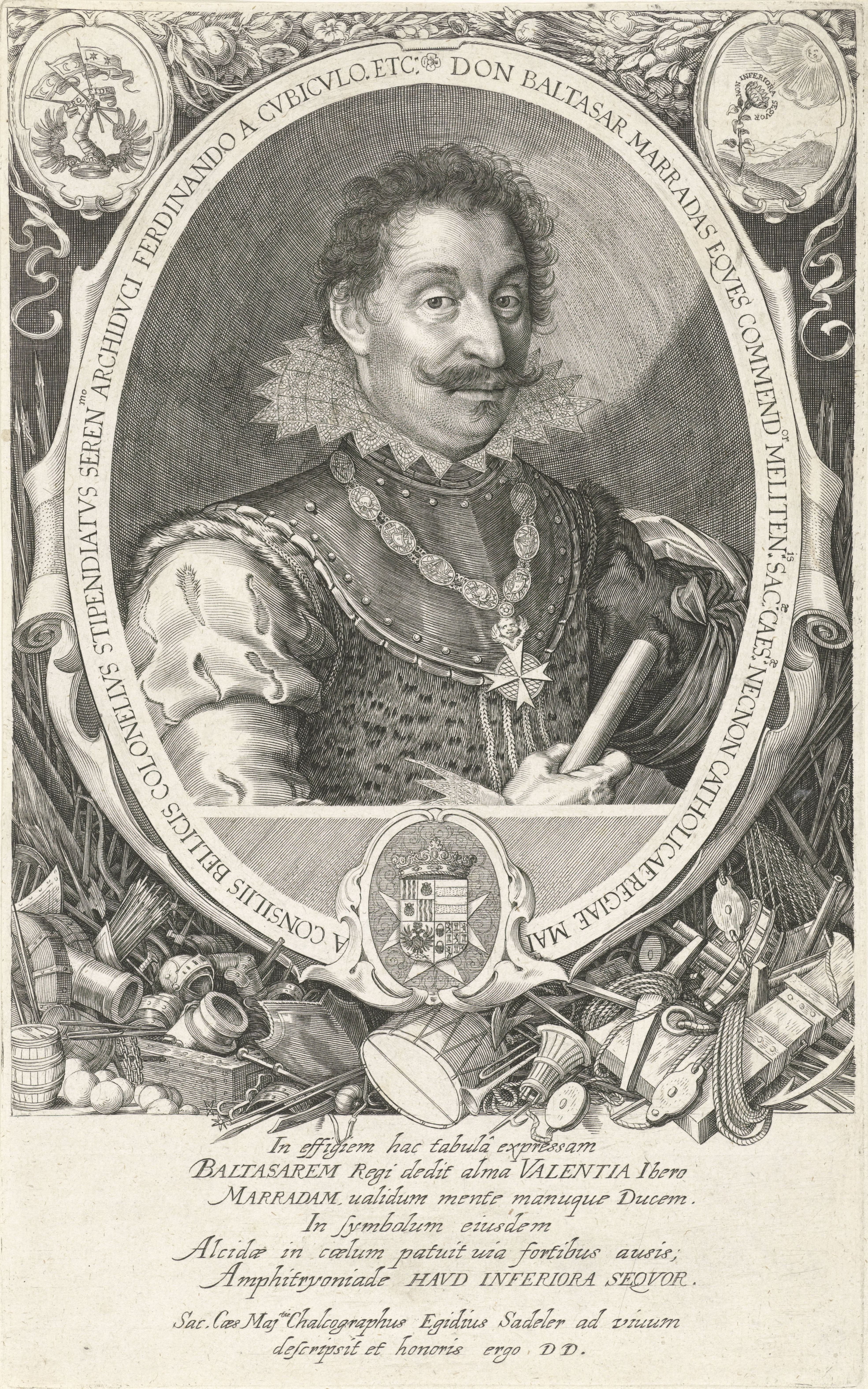
Baltasar Marradas

Baltasar Marradas y Vich (28. listopadu 1560, nebo 1573 Valencia – 28. srpna 1638 Praha) byl šlechtic a  rytíř Maltézského řádu a císařský polní maršál španělského původu. Svoji vojenskou kariéru započal už na dvoře Rudolfa II., později se zúčastnil boje proti českému odboji třicetileté války, stal se guvernérem Prahy a českých zemí, kde působil také jako význačný mecenáš českého barokního umění.

## Život
Na dvůr Rudolfa II. přišel Marradas v roce 1599. Bojoval proti Benátkám ve furlanské válce v roce 1617. V roce 1619 a 1620 velel jízdnímu regimentu proti armádě Fridricha Falckého.
Přestože nedosáhl žádných velkých vojenských triumfů, stal se roku 1621 říšským hrabětem s příslušným vlastnictvím půdy. Potom prožil vzestup své vojenské kariéry, když se roku 1626 stal polním maršálem a o rok později generál-lajtnantem. V roce 1630 se v Řezně podílel na jednáních, jejichž výsledkem bylo zbavení Albrechta z Valdštejna vůdčí pozice v císařské armádě a také se stal generálem Prahy a českých zemí, tedy nejvyšším vojenským i civilním velitelem. Ovšem už bez boje opustil svoje působiště již v roce 1631, poté, co k Praze přitáhli Sasové pod velením Jana Jiřího z Arnimu. Poté se dále aktivně podílel na protivaldštejnském spiknutí na dvoře Ferdinanda II., které vedlo v roce 1634 k zavraždění bývalého císařského generalissima v Chebu.

### Majetek
Marradas zbohatl na pobělohorských konfiskacích, zabavené majetky odbojných českých stavů skupoval za podhodnocenou cenu a platil penězi, které byly znehodnoceny Mincovním konsorciem. V lednu 1626 (spolu s kapucínem Františkem, hrabětem z Rozdražova) vedl rekatolizační komisaře v Litoměřicích, kde kromě konfiskací a násilné rekatolizace byl výsledkem jejich práce masivní odliv evangelického obyvatelstva. Exulanti z litoměřicka našli azyl v Pirně, jedním z nich byl i Václav Nosidlo z Geblic.
V roce 1620 bydlel Marradas v Českých Budějovicích v domě na severní straně náměstí (dnes náměstí Přemysla Otakara II. č. 15); tento dům pak v letech 1624–1627 vlastnil a v roce 1627 jej daroval Servatiovi della Fossovi, zeti českobudějovického primátora Kašpara Daudlebského, odměnou za loajalitu. V roce 1622 byl jedné větvi Malovců z Malovic kvůli jejich účasti na stavovském povstání zkonfiskován majetek a Marradas získal jejich hlubocké panství. V roce 1623 se na hlubocký zámek odstěhoval. V roce 1623 koupil panství Mladá Vožice, které v roce 1628 prodal. Od Jana Řepického ze Sudoměře koupil ves Doubravice na Českobudějovicku a roku 1631 dále prodal rytmistrovi Juanu Salazarovi de Montalban. Další nemovitosti měl i v Rodné a Poněšicích.

### Potomci
Protože byl Marradas příslušníkem Maltézského řádu, neuzavřel manželský sňatek, ale v Českých Budějovicích měl s dcerou českobudějovického měšťana Lorenze Oellera Doroteou († 1649) nemanželského syna Gaspara Baltasara de Marradas. Tomu pak císař potvrdil legitimitu, později byl tento syn velitelem jezdecké kompanie (1645) a zemřel po roce 1659. Marradas měl patrně ještě dceru, která pobývala v klášteře na ostrově Malta. Hlubocké a dříteňské panství a město Vodňany však zdědil synovec Francesco de Salant y Marradas.

### Úmrtí a hrob

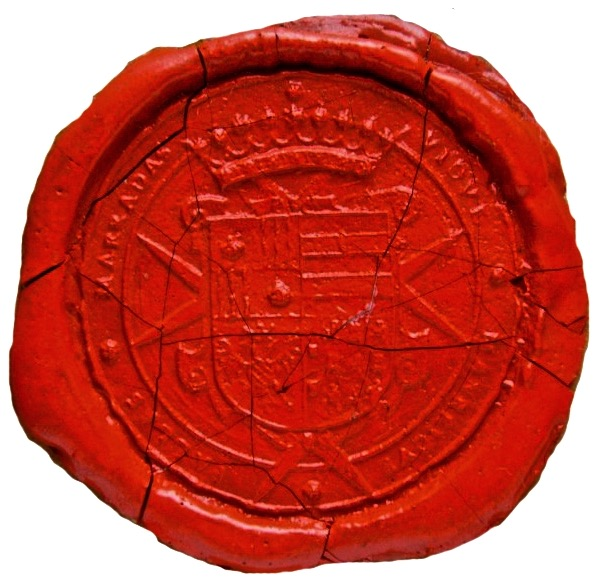
Osobní pečeť

Marradas zemřel v roce 1638 jako tajný rada a místodržitel v Čechách. Umístění jeho hrobu zůstává dodnes bez důkazů. V úvahu přichází krypta karmelitánského kostela Panny Marie Vítězné v Praze na Malé Straně nebo kostel sv. Jiljí na Starém Městě pražském, kde proběhl roku 2012 průzkum vytipovaného hrobu, ale také České Budějovice, Vídeň či Valencie.

## Mecenáš umění
S intelektuálními aktivitami v Čechách začal roku 1634. Jako první dal v Českých Budějovicích při kostele Obětování Panny Marie opravit kapli pro gotický mariánský obraz. Mezi jeho větší mecenášské činy patří přestavba kostela Panny Marie Vítězné jako poděkování za vítězství v bitvě na Bílé Hoře. S jeho podporou bylo odhaleno mnoho obrazů v českých kostelích, které jsou k vidění dodnes. Například ve Vodňanech, které Marradas od roku 1620 držel zástavou, daroval do děkanského kostela votivní obraz Panny Marie Montserratské s vyobrazením dvou klečících rytířů: sebe a svého bratra Bartoloměje, originál obrazu je vystaven ve vodňanském muzeu. Dále se objevil při inauguraci Rubensových obrazů sv. Tomáše a sv. Augustina v kostele sv. Tomáše v Praze na Malé Straně, odhalených roku 1637, a odhalil barokní oltář v kostele Panny Marie v Praze Emauzích, tehdy španělských benediktinů.